# Pervólia (Larnaca)
Pour le site archéologique, voir Kition Pervolia.
Pervólia (grec moderne : Περβόλια) est un village de Chypre de plus de 3 009 habitants.